# Gele haarkwal
De gele haarkwal of rode haarkwal (Cyanea capillata) is een vrij levende schijfkwal uit de familie Cyaneidae. De soort heeft, net als de verwante blauwe haarkwal geen randtentakels aan de hoed. De gele haarkwal is geelbruin tot donkerrood gekleurd, doorgaans groter dan de blauwe haarkwal, met langere tentakels, en de "beet" is sterker dan die van de blauwe haarkwal. Voor de Nederlandse en Belgische kust is deze soort veel minder algemeen dan de blauwe haarkwal. Cyanea capillata is een koudwatersoort. De naam Cyanea capillata werd in 1758 gepubliceerd door Linnaeus als Medusa capillata in de tiende editie van Systema naturae.
De grootste gele haarkwal spoelde aan in Massachusetts Bay in 1870 en had een hoed met een diameter van 2,3 meter en tentakels van 37 m.

## Beschrijving
De soort heeft een doorzichtige, vrij platte hoed met langs de rand 16 tot 20 lobben. De tentakels zijn geplaatst in 8 groepen, met 70 tot 150 tentakels per groep (maximaal 65 bij de blauwe haarkwal). Ze ontspringen een eindje binnen de rand van de hoed, kunnen meterslang worden en de netelcellen steken sterk. Ook als ze op het strand gespoeld zijn, blijven de netelcellen nog lang actief.
Tussen de tentakels bevindt zich de mond met de 4 mondlobben, die dienen om het voedsel te geleiden. Afwisselend geplaatst met deze lobben zitten de geslachtsorganen, in 4 sterk gewonden banden.
Deze soort kan in noordelijke wateren ruim 2 meter in doorsnede worden en is daarmee de grootste kwal ter wereld. In West-Europa worden ze doorgaans niet groter dan 50 cm in doorsnee. 

## Voortplanting
In de winter scheidt het bodemstadium (scyphistoma) schijfjes af (strobilatie), die direct kleine kwalletjes worden (ephyra's) en daarna uitgroeien tot de volwassen kwal. Kleine kwallen worden in het voorjaar aangetroffen, en volwassen kwallen in de herfst. De bevruchting van de eicellen vindt in het vrije water plaats, en de larven verblijven enige tijd in het plankton voordat ze naar de bodem zakken om daar een soort poliepje te vormen. Dan begint de cyclus opnieuw.

## Verspreiding en leefgebied
De gele haarkwal leeft in ondiep water, vaak dicht bij de kust; het voorkomen in volle zee is niet zo goed bekend.
Het dier komt voor van de Poolzee tot de Franse Oceaankust, in de Westelijke Oostzee, aan beide Noord-Amerikaanse kusten tot Mexico en Californië.